# Batalha de Maiorca
A Batalha de Maiorca também conhecida como os Desembarques de Maiorca, foi um  desembarque anfíbio no início da Guerra Civil Espanhola,com vista a expulsar os nacionalistas de Maiorca e recuperar a ilha para a República. Depois de algum inicial sucesso tático, a expedição, comandada pelo capitão Alberto Bayo, terminou em fracasso quando os nacionalistas contra-atacaram com tropas terrestres e um superior poder aéreo que ocasionou os republicanos a se retirar. Tão confiante eram os republicanos em sua previsão de vitória que eles otimistas chamaram a operação de "la reconquista de Mallorca".

## Antecedentes
Os planos para um ataque marítimo nas Ilhas Baleares parecem surgiram independentemente em vários grupos de milícias republicanas nos dias após a união de Ibiza, Formentera e Maiorca a  rebelião militar nacionalista de Franco. No 23 de julho esquadrões de bombardeiros atingiram Palma e Cabrera, e em 01 de agosto, uma força expedicionária republicana de Minorca desembarcou em Cabrera resistindo a todos os esforços para desalojá-la.
Essas ações, no entanto, e em particular os desembarques Maiorca, nunca foram aprovados pelo governo de Madrid  e teve desde o início muita confusão e improvisação. Em 2 de agosto, Bayo liderou uma coluna da milícia de Barcelona em Minorca, no dia seguinte, a força aérea republicana lançou bombas em Palma. No dia 06 agosto os preparativos logísticos, supervisionados pelo governo de Barcelona e pelo conselho de milícias catalães (Comité Central de Milícias Antifascistas de Cataluña) estavam completos.
A guarnição nacionalista de Formentera capitulou perante a milícia Valenciana comandada por Manuel Uribarri em 7 de agosto. No dia 13, quatrocentos milicianos da Catalunha ocuparam Cabrera em um assalto aparentemente sem relação com a expedição de Bayo, este tentou coordenar as duas forças, mas as milícias anarquistas, desconfiados dos comunistas, recusaram de comprometer-se em sua operação.

## A batalha
Em 16 de agosto, com várias unidades da marinha republicana em apoio, Bayo conseguiu desembarcar 8000 milicianos em Punta Amer e Porto Cristo. Apesar dos problemas da descarga das peças de artilharia de 105 milímetros e de 75 milímetros, os republicanos conseguiram empurrar 12 km para o interior a guarnição nacionalista composta por 1.200 soldados da infantaria regular, 300 membros da Guardia Civil, e centenas de falangistas  voluntários.
No entanto, a sorte dos nacionalistas melhorou dramaticamente em 27 de agosto quando suprimentos e apoio aéreo chegaram da Itália. A força aerea republicana desapareceu e foi substituída por aviões italianos. Consequentemente, os republicanos foram incapazes de resistir ao contra-ataque nacionalista e retrocederam em confusão, abandonando suas armas e equipamentos. Sua retirada começou no dia 05 durando até 12 de setembro, quando o último navio abandonou a ilha, deixando esta em mãos nacionalistas.
A resposta nacionalista foi rápida e, em contrapartida, extremamente bem sucedida. Uma semana após a retirada de Maiorca, Cabrera tinha mais uma vez sido tomada pelos nacionalistas, Ibiza foi capturada em 19 de setembro pela guarnição de Maiorca e Formentera caiu no dia 20.